# Bothrops asper
Bothrops asper là một loài rắn độc trong họ Rắn lục. Loài này được Garman mô tả khoa học đầu tiên năm 1883. Loài rắn này phân bố từ phía Nam Mexico đến bắc Nam Mỹ. Chúng được tìm thấy trong một loạt các môi trường sống ở vùng đất thấp, thường gần nơi sinh sống của con người. Do ở gần nơi ở của con người và tính tình phòng thủ nên nó nguy hiểm với người hơn nhiều loài rắn khác. Loài này là nguyên nhân chính của các vụ rắn cắn trong phạm vi phân bố của chúng. Không có phân loài được công nhận.

## Nọc độc
B. asper, cùng với Crotalus durissus, là nguyên nhân hàng đầu gây ra rắn cắn ở Yucatán, Mexico.
Nó được coi là loài rắn nguy hiểm nhất ở Costa Rica, gây ra 46% số ca cắn và 30% số ca nhập viện; trước năm 1947, tỷ lệ tử vong là 9%, nhưng kể từ đó đã giảm xuống gần như 0% (Bolaños, 1984), phần lớn là do Viện nghiên cứu Clodomiro Picado, chịu trách nhiệm sản xuất chất kháng nọc độc rắn (cũng được xuất khẩu sang các nước khác ở Châu Mỹ Latinh và Châu Phi) và nghiên cứu khoa học về rắn và nọc độc của chúng, cũng như các chương trình giáo dục và khuyến nông ở các vùng nông thôn và bệnh viện.
Tại các bang Antioquia và Chocó của Colombia, nó gây ra 50–70% tổng số vết rắn cắn, với tỷ lệ di chứng là 9% và tỷ lệ tử vong là 6 % (Otero et al., 1992).

## Hình ảnh

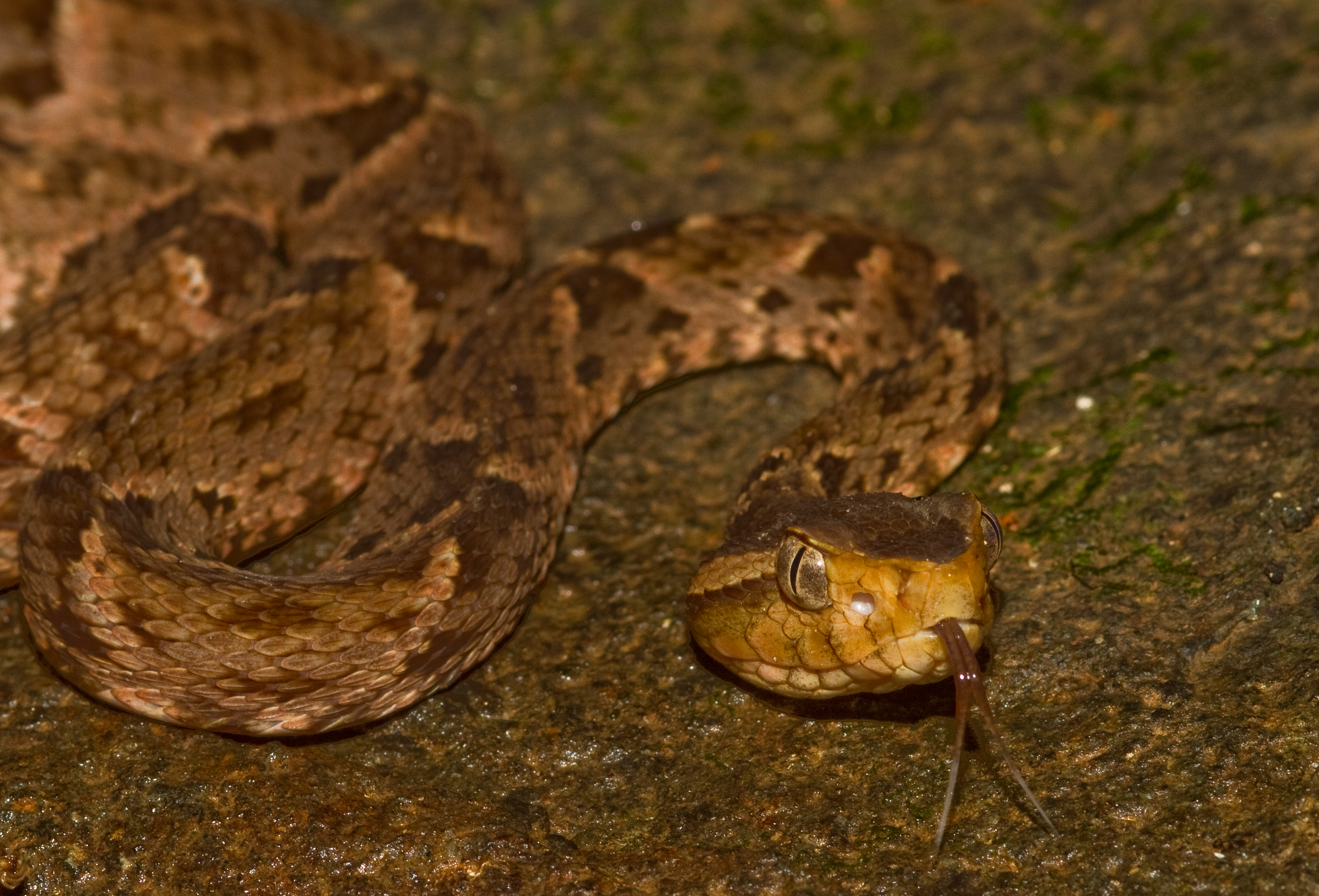
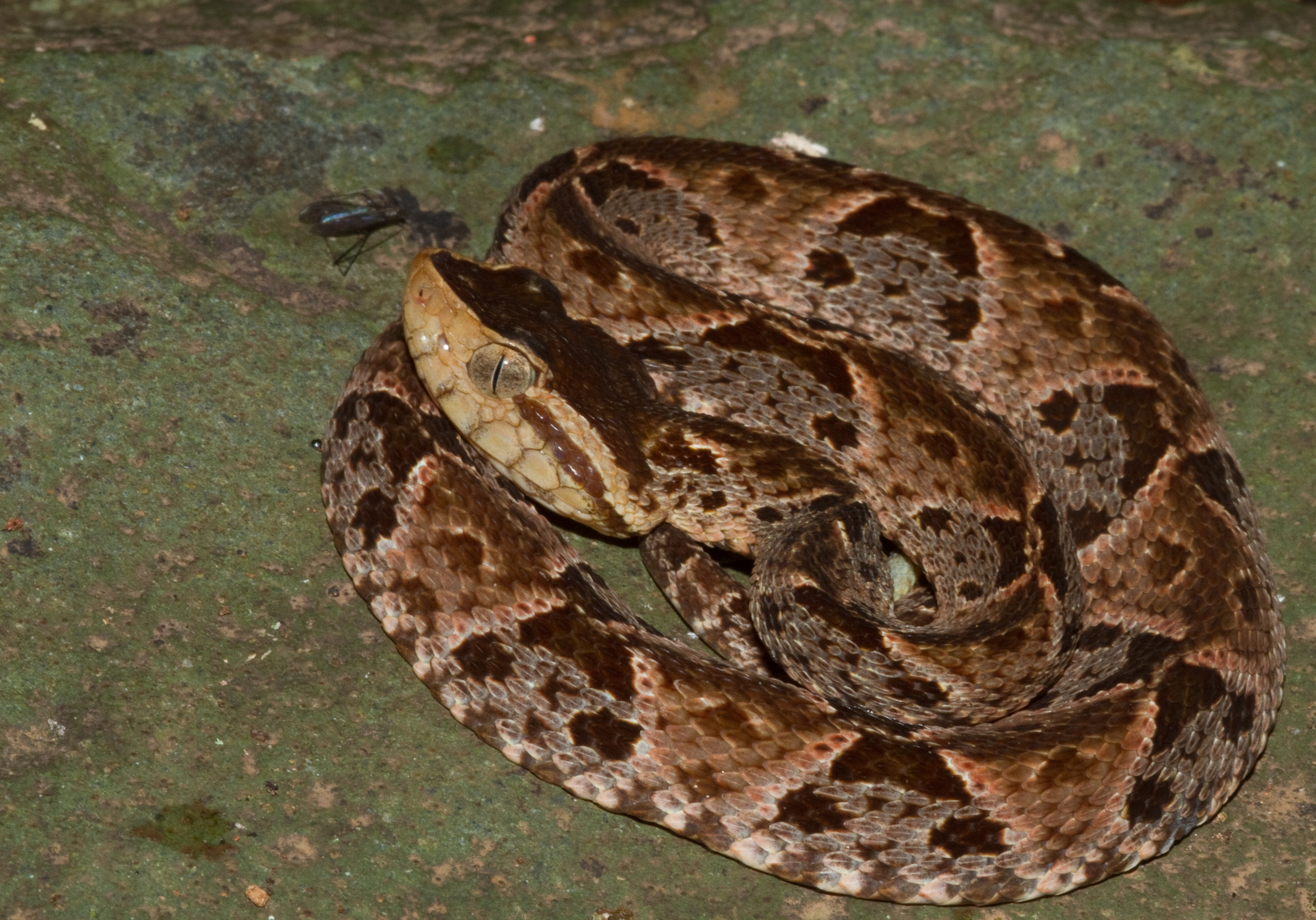
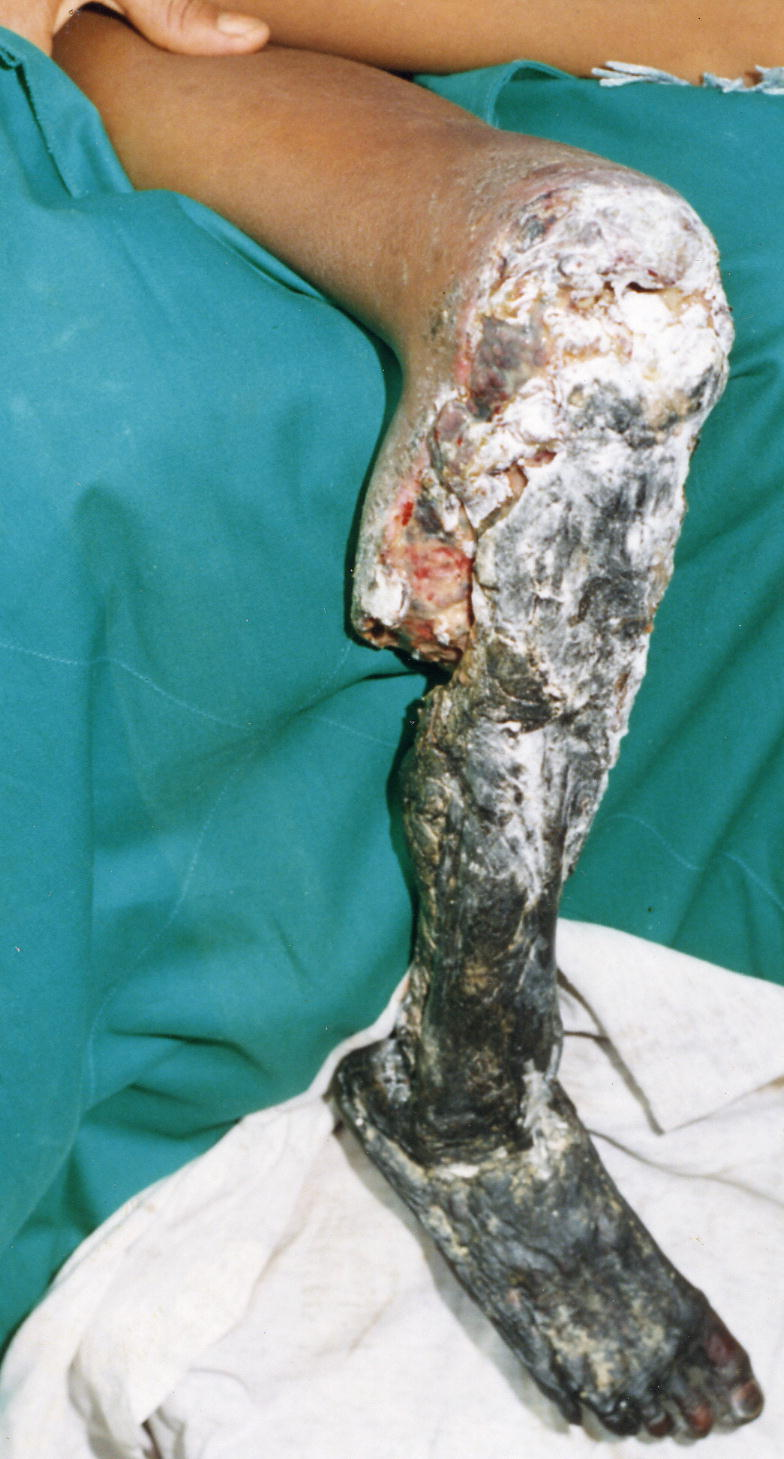
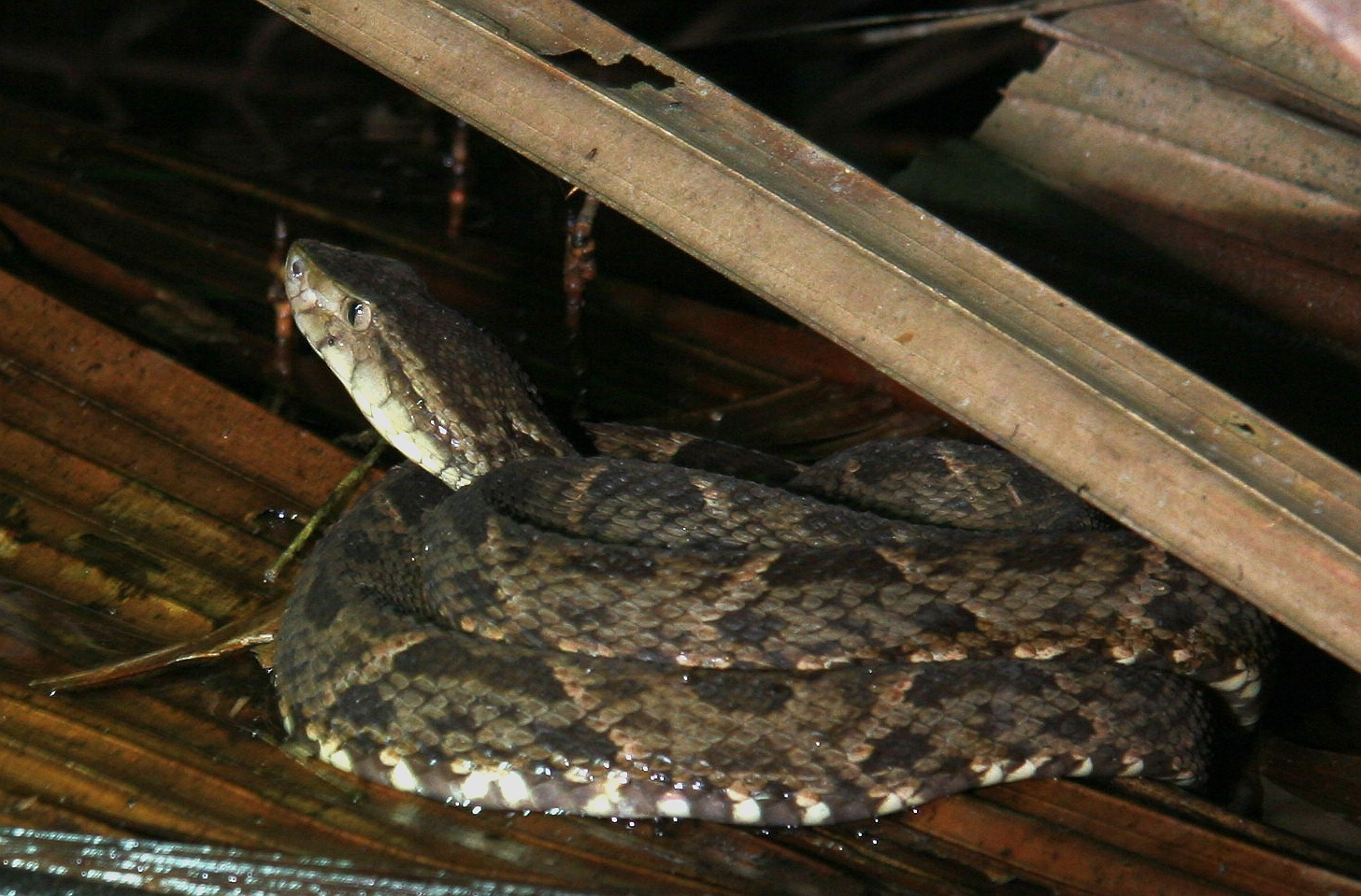